# Liêu Lâm
Liêu Lâm (tiếng Trung giản thể: 廖林, bính âm Hán ngữ: Liào Lín, sinh tháng 2 năm 1966, người Hán) là doanh nhân, chính trị gia nước Cộng hòa Nhân dân Trung Hoa. Ông là Ủy viên dự khuyết Ủy ban Trung ương Đảng Cộng sản Trung Quốc khóa XX, hiện là Phó Bí thư Đảng ủy, Phó Chủ tịch, Hành trưởng Ngân hàng Công Thương Trung Quốc.
Liêu Lâm là đảng viên Đảng Cộng sản Trung Quốc, học vị Cử nhân Kinh tế nông nghiệp, Thạc sĩ Tài chính học, Tiến sĩ Khoa học quản lý, Kinh tế sư cấp cao. Ông có sự nghiệp đều hoạt động ở ngành tài chính ngân hàng, với hơn 30 năm ở ngân hàng xây dựng, trước khi chuyển sang ngân hàng công thương.

## Xuất thân và giáo dục
Liêu Lâm sinh vào tháng 2 năm 1966 tại huyện Hợp Phố, nay thuộc địa cấp thị Bắc Hải, khu tự trị dân tộc Tráng Quảng Tây, Cộng hòa Nhân dân Trung Hoa. Ông lớn lên và tốt nghiệp cao trung ở Hợp Phố, thi cao khảo năm 1984 và đỗ Học viện Nông Quảng Tây, nay là Đại học Quảng Tây, lên thủ phủ Nam Ninh nhập học vào tháng 9 cùng năm và tốt nghiệp cử nhân chuyên ngành kinh tế nông nghiệp vào tháng 7 năm 1989. Ông cũng được kết nạp Đảng Cộng sản Trung Quốc khi còn là sinh viên trường Nông nghiệp Quảng Tây. Sau đó 4 năm, ông trở lại trường Đại học Quảng Tây và theo học cao học về quản lý tài chính ở Viện nghiên cứu sinh của trường, nhận bằng Thạc sĩ Tài chính học vào năm 1995. Những năm 2000, ông là nghiên cứu sinh tại chức sau đại học về kỹ thuật và khoa học quản lý ở Đại học Giao thông Tây Nam, trở thành Tiến sĩ Khoa học quản lý vào năm 2009.

## Sự nghiệp

### Ngân hàng Xây dựng
Tháng 7 năm 1989, sau khi tốt nghiệp trường Nông nghiệp Quảng Tây, Liễu Lâm được Ngân hàng Xây dựng Trung Quốc (CCB) tuyển dụng vào làm chuyên viên. Công tác liên tục cho đến tháng 12 năm 1998 thì ông được điều về CCB chi nhánh Quảng Tây, bổ nhiệm làm Hành trưởng CCB Triều Dương ở thủ phủ Nam Ninh của chi nhánh Quảng Tây này. Năm năm sau, ông được thăng chức làm Phó Hành trưởng chi nhánh Quảng Tây, giữ chức này 8 năm cho đến tháng 3 năm 2011 thì được điều tới Ninh Hạ, nhậm chức Hành trưởng, phụ trách khu vực này. Tháng 9 năm 2013, ông tiếp tục được điều động và lần này là tới Hồ Bắc làm Hành trưởng CCB Hồ Bắc, cho đến tháng 5 năm 2015 thì lên thủ đô và tiếp tục là Hành trưởng của CCB chi nhánh Bắc Kinh. Tháng 3 năm 2017, Liễu Lâm được phân công phụ trách bộ phận rủi ro ở hội sở Ngân hàng Xây dựng Trung Quốc, sau đó được bổ nhiệm làm Phó Hành trưởng CCB từ tháng 3 năm 2017.

### Ngân hàng Công Thương
Tháng 11 năm 2019, sau 30 năm công tác ở Ngân hàng Xây dựng Trung Quốc, Liễu Lâm được điều tới Ngân hàng Công Thương Trung Quốc (ICBC), nhậm chức Phó Hành trưởng, rồi kiêm nhiệm thủ tịch bộ phận rủi ro từ tháng 4 năm 2020, là Đồng sự chấp hành từ tháng 7 cùng năm. Vào ngày 28 tháng 1 năm 2021, ông được bổ nhiệm làm Hành trưởng ngân hàng này, bên cạnh đó là Phó Bí thư Đảng ủy, Phó Chủ tịch ngân hàng. Cuối năm 2022, ông tham dự Đại hội Đảng Cộng sản Trung Quốc lần thứ XX từ đoàn đại biểu xí nghiệp trung ương. Trong quá trình bầu cử tại đại hội, ông được bầu là Ủy viên dự khuyết Ủy ban Trung ương Đảng Cộng sản Trung Quốc khóa XX.